# 톨리스토보기이족

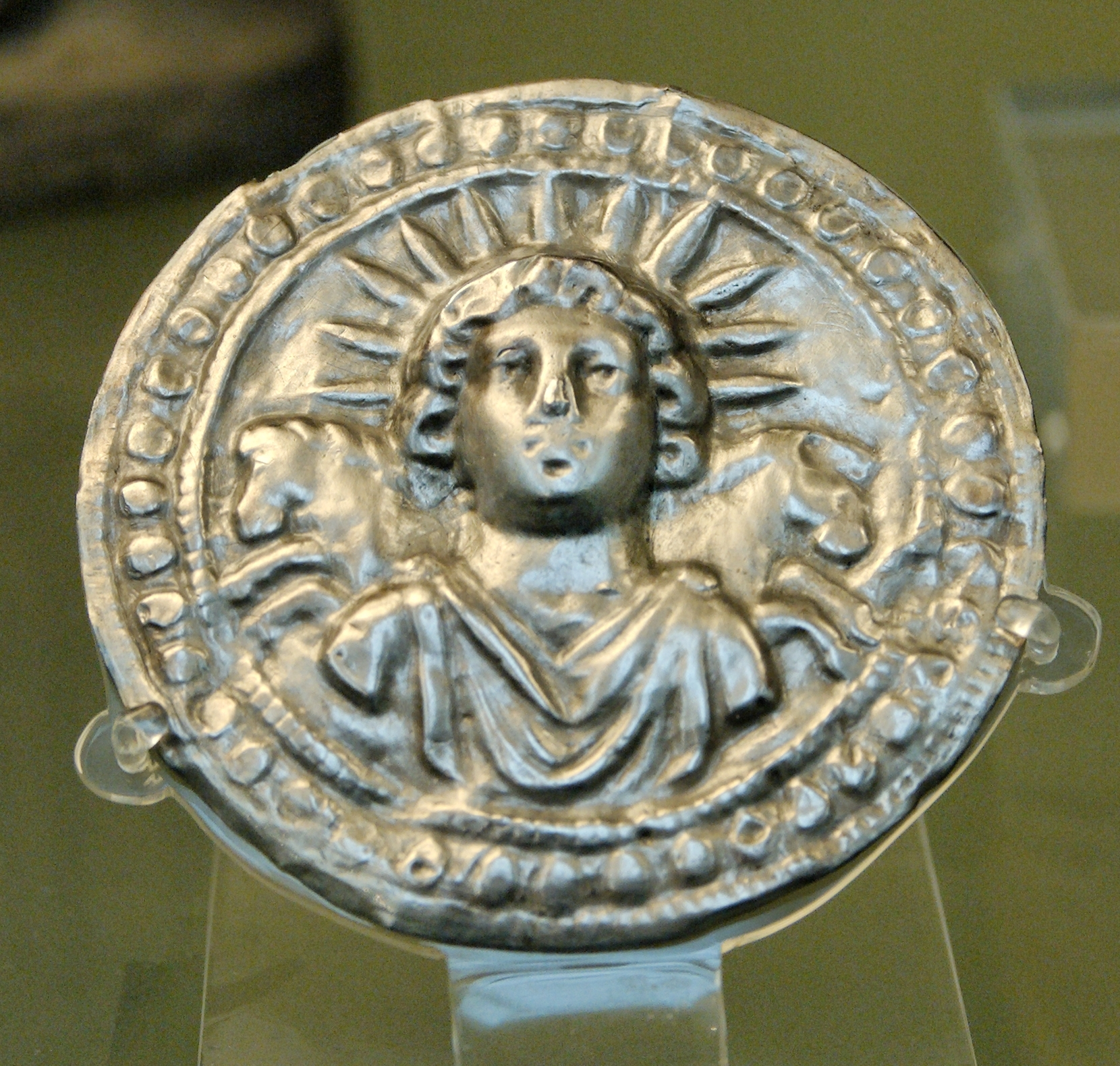
톨리스토보고이족의 수도였던 페시누스에서 발견된 서기 3세기의 솔 인빅투스의 판.

톨리스토보고이족 (Tolistobogii, 다른 사료들에선 Tolistobogioi, Tolistobōgioi, Tolistoboioi, Tolistobioi, Toligistobogioi or Tolistoagioi)은 트로크미족, 텍토사게스족과 함께 소아시아 중부의 갈라티아의 고대 갈리아계 세 부족 중 하나에 대해 로마의 역사가 리비우스가 사용한 명칭이다. 이들은 다뉴브에서 온 켈트족 약탈대들의 일부로서 기원전 279년에 아나톨리아에 들어왔고, 이후 로마의 갈라티아 속주의 일부가 되는 프리기아 지역에 정착했다. 갈라티아인들은 서기 4세기에 걸쳐 그들의 켈트어를 유지했고, 성 히에로니무스는 갈라티아인들이 그의 시기까지 켈트어로 소통했다고 언급했다.

## 어원과 정체성
톨리스토보기이족의 명칭은 두 개의 켈트조어의 어근들의 동격한정복합어로 믿어지고 있다. 첫 번째로 톨리스토 *tolisto- 는 의미가 확정적이진 않지만 “소망, 욕망”을 뜻하는 고대 아일랜드어 톨 tol 과 관련되 있을 것이며, 언어학자 뤼베카일 (Rübekeil)은 그 명칭이 오래되었고 잘 입증되지 않은 형태의 켈트어 어근 텔 *tel-에서 유래한 것이라 추측했고, 명칭을 “가장 오래지속되는, 가장 단단한”이라고 잠정적으로 해석한다. 비켈트어를 기원으로 하는 어근에서도 톨리스토 *tolisto- 가 가능할 수 있다. 두 번째 어근 볼리오 *bogio- 는 “때리다, 치다”를 뜻하며, 켈트어 인명 (비교: 갈리아식 인명 Andecombogius, Combogiomārus, Namantobogius, Uercombogius, 또한 “연타하다”라는 고대 아일랜드어 bong과 Rhonabwy,  Iunabwy 같은 인명에서의 웨일스어 -abwy [켈트조어 *adbogio-] 등  )에서 흔한 요소이다.

## 지리
톨리스토보기이족이 갈라티아에서 수 세기간을 있었던 대부분의 지역은 오늘날 앙카라의 바로 서쪽에 있는 에스키셰히르 주에 위치했다.

## 역사
톨리스토보기이족은 기원전 279년 그리스의 델포이를 약탈하러 온 브렌누스의 군대 중 부대로서 처음 등장했다. 다르다니아에서 레온니누스와 루타리우스가 이끄는 세 개의 부족 20,000명이 브렌누스에서 갈라졌고 트라키아로 들어간 뒤, 비잔티움을 포함한 그 지역들로부터 공물을 받았다. 그후에 그들은 비티니아의 니코메데스 1세의 용병으로서 싸우기 위해 헬레스폰트를 넘었고 그후 비티니아를 떠나 아나톨리아 지역을 약탈했다. 톨리스토보기이족은 영토로 아이올리아와 이오니아를 받았다.